# Sinuhejeve pustolovščine
Sinuhejeve pustolovščine velja za najzanimivejše besedilo starega Egipta. Zgodbo o življenju resničnega Sinuheja so najverjetneje zapisali v 21. stoletju pr. n. št.

## Vsebina
Sinhuej je bil uradnik na dvoru faraona. Nekega dne Sinuhej izve za zaroto proti prestolonasledniku. Tudi njegovo življenje je ogroženo, zato zbeži iz Egipta, prečka puščavo in tam ga umirajočega od žeje rešijo nomadi. Prispe v današnjo Sirijo in živi z nekim gorskim plemenom. Tam se poroči s poglavarjevo hčerko, zmaga v spopadih ter postane bogat in spoštovan. Vendar hrepeni po »deželi, kjer srce najde svoj mir«, zato se vrne v Egipt.